# Animistic Beliefs
Animistic Beliefs est un groupe musical néerlandais underground, originaire de Rotterdam. Formé en 2015 par Lưu Thoại Linh et Marvin Lalihatu, respectivement d'origine vietnamienne-chinoise et moluquoise-néerlandaise, le duo produit de la musique électronique avec des caractéristiques d'IDM, de techno et de bubbling expérimental.

## Histoire
Le duo est également actif dans le monde de l'art, leur installation audiovisuelle Cache/Spirit en collaboration avec Jeisson Drenth est présentée au TENT Rotterdam en septembre 2021. Le nom d'Animistic Beliefs est une référence à l'animisme, des concepts spirituels dans lesquels les âmes ou les esprits existent non seulement dans les personnes et les animaux, mais aussi dans les plantes, les pierres ou les phénomènes naturels tels que le tonnerre et géographiques tels que les montagnes et les rivières.
En 2015, Animistic Beliefs est repéré pour la première fois sur le circuit des clubs underground de Rotterdam. Le duo joue notamment lors de soirées de musique expérimentale au WORM et de soirées techno au club Transport. En 2017, Animistic Beliefs remporte le Grote Prijs van Nederland dans la catégorie « électronique », plus tard dans l'année, le duo remporte également les Rotterdam Music Awards du « groupe le plus prometteur ».
Animistic Beliefs sort son premier EP sur le label allemand Solar One Music en 2018. En octobre de la même année, le duo donne un concert à l'Amsterdam Dance Event en collaboration avec Novation. Le duo annonce également sur Instagram qu'il avait été invité à jouer lors d'une rave secrète par l'entreprise de mode italienne Gucci. Au premier trimestre 2019, le duo sort son deuxième EP Molucca Quake sur le label britannique Cultivated Electronics. Cet EP est salué par DJ Mag, entre autres. Le premier album Mindset:Reset sort plus tard dans l'année, toujours sur Solar One Music. En 2020, le duo sort l'EP Thief of Sanity sur le label britannique Brokntoys.
Au début de la pandémie de Covid-19, le duo décide de changer de cap et de travailler sur un nouveau morceau inspiré de leur culture et de leur identité. Le climat social et politique et l'enfermement ont donné au duo de nouvelles perspectives. C'est ainsi que naît le deuxième album d'Animistic Beliefs, Merdeka, publié par le label mexicain NAAFI en août 2022. L'album aborde les thèmes du traumatisme, de la colonisation et de la sexualité et utilise pour la première fois des instruments traditionnels moluquois et vietnamiens, ainsi que des paroles en vietnamien et en malais. L'album est élu meilleur album néerlandais de 2022 par 3voor12.

## Discographie

### Albums studio
- 2019 : Mindset:Reset
- 2020 : MERDEKA

### EP
- 2018 : Sinuous Gullies
- 2019 : Molucca Quake
- 2020 : Thief of Sanity